# AFC Ajax in het seizoen 2019/20 (mannen)
In het seizoen 2019/20 komt Ajax uit in de Eredivisie, KNVB Beker, UEFA Champions League en de UEFA Europa League.

## Selectie
| Nummer          | Nationaliteit         | Naam                | Contract tot | Geboortedatum    | Vorige club (land)            | Officiële debuut                          | Eerste officiële doelpunt                  |
| --------------- | --------------------- | ------------------- | ------------ | ---------------- | ----------------------------- | ----------------------------------------- | ------------------------------------------ |
| Doelverdediging |                       |                     |              |                  |                               |                                           |                                            |
| 1               | Vlag van Portugal     | Bruno Varela        | 30 juni 2020 | 4 november 1994  | SL Benfica Portugal           | 22 januari 2020 (Ajax - SV Spakenburg)    |                                            |
| 24              | Vlag van Kameroen     | André Onana         | 30 juni 2022 | 2 april 1996     | FC Barcelona Spanje           | 21 augustus 2016 (Ajax - Willem II)       |                                            |
| 33              | Vlag van Kroatië      | Dominik Kotarski    | 30 juni 2023 | 10 februari 2000 | Dinamo Zagreb Kroatië         |                                           |                                            |
| 35              | Vlag van Nederland    | Kjell Scherpen      | 30 juni 2023 | 23 januari 2000  | FC Emmen Nederland            |                                           |                                            |
| Verdediging     |                       |                     |              |                  |                               |                                           |                                            |
| 2               | Vlag van Nederland    | Perr Schuurs        | 30 juni 2022 | 26 november 1999 | Fortuna Sittard Nederland     | 26 september 2018 (HVV Te Werve - Ajax)   | 26 september 2018 (HVV Te Werve - Ajax)    |
| 3               | Vlag van Nederland    | Joël Veltman        | 30 juni 2021 | 15 januari 1992  | Jeugdopleiding Ajax Nederland | 12 augustus 2012 (N.E.C. - Ajax)          | 2 maart 2014 (Feyenoord - Ajax)            |
| 4               | Vlag van Mexico       | Edson Álvarez       | 30 juni 2024 | 24 oktober 1997  | Club América Mexico           | 17 augustus 2019 (VVV-Venlo - Ajax)       | 28 augustus 2019 (Ajax - APOEL Nicosia)    |
| 5               | Vlag van Nederland    | Kik Pierie          | 30 juni 2024 | 20 juli 2000     | sc Heerenveen Nederland       |                                           |                                            |
| 12              | /                     | Noussair Mazraoui   | 30 juni 2022 | 14 november 1997 | Jeugdopleiding Ajax Nederland | 4 februari 2018 (Ajax - NAC Breda)        | 2 oktober 2018 (Bayern München - Ajax)     |
| 17              | Vlag van Nederland    | Daley Blind         | 30 juni 2023 | 9 maart 1990     | Manchester United Engeland    | 7 december 2008 (FC Volendam - Ajax)      | 10 februari 2013 (Ajax - Roda JC)          |
| 21              | Vlag van Argentinië   | Lisandro Martínez   | 30 juni 2023 | 18 januari 1998  | Defensa y Justicia Argentinië | 27 juli 2019 (Ajax - PSV)                 | 28 september 2019 (Ajax - FC Groningen)    |
| 28              | /                     | Sergiño Dest        | 30 juni 2022 | 3 november 2000  | Jeugdopleiding Ajax Nederland | 27 juli 2019 (Ajax - PSV)                 | 18 december 2019 (Telstar - Ajax)          |
| 31              | Vlag van Argentinië   | Nicolás Tagliafico  | 30 juni 2022 | 31 augustus 1992 | CA Independiente Argentinië   | 21 januari 2018 (Ajax - Feyenoord)        | 11 maart 2018 (Ajax - sc Heerenveen)       |
| Middenveld      |                       |                     |              |                  |                               |                                           |                                            |
| 6               | Vlag van Nederland    | Donny van de Beek   | 30 juni 2022 | 18 april 1997    | Jeugdopleiding Ajax Nederland | 26 november 2015 (Celtic - Ajax)          | 10 december 2015 (Ajax - Molde)            |
| 8               | Vlag van Nederland    | Carel Eiting        | 30 juni 2022 | 11 februari 1998 | Jeugdopleiding Ajax Nederland | 26 oktober 2016 (Kozakken Boys - Ajax)    |                                            |
| 15              | Vlag van Nederland    | Siem de Jong        | 30 juni 2020 | 28 januari 1989  | Newcastle United Engeland     | 26 september 2007 (Kozakken Boys - Ajax)  | 7 oktober 2007 (Sparta Rotterdam - Ajax)   |
| 18              | Vlag van Roemenië     | Răzvan Marin        | 30 juni 2024 | 23 mei 1996      | Standard Luik België          | 27 juli 2019 (Ajax - PSV)                 |                                            |
| 19              | /                     | Zakaria Labyad      | 30 juni 2022 | 9 maart 1993     | FC Utrecht Nederland          | 7 augustus 2018 (Standard Luik - Ajax)    | 26 september 2018 (HVV Te Werve - Ajax)    |
| 22              | /                     | Hakim Ziyech        | 30 juni 2022 | 19 maart 1993    | FC Twente Nederland           | 11 september 2016 (Ajax - Vitesse)        | 21 september 2016 (Ajax - Willem II)       |
| 26              | Vlag van Nederland    | Jurgen Ekkelenkamp  | 30 juni 2022 | 5 april 2000     | Jeugdopleiding Ajax Nederland | 19 april 2018 (Ajax - VVV-Venlo)          | 26 september 2018 (HVV Te Werve - Ajax)    |
| 29              | Vlag van Nederland    | Ryan Gravenberch    | 30 juni 2021 | 16 mei 2002      | Jeugdopleiding Ajax Nederland | 23 september 2018 (PSV - Ajax)            | 26 september 2018 (HVV Te Werve - Ajax)    |
| Aanval          |                       |                     |              |                  |                               |                                           |                                            |
| 7               | Vlag van Brazilië     | David Neres         | 30 juni 2023 | 3 maart 1997     | São Paulo Brazilië            | 26 februari 2017 (Ajax - Heracles Almelo) | 2 april 2017 (Ajax - Feyenoord)            |
| 9               | Vlag van Nederland    | Klaas-Jan Huntelaar | 30 juni 2020 | 12 augustus 1983 | Schalke 04 Duitsland          | 15 januari 2006 (Ajax - N.E.C.)           | 5 februari 2006 (Feyenoord - Ajax)         |
| 10              | Vlag van Servië       | Dušan Tadić         | 30 juni 2026 | 20 november 1988 | Southampton FC Engeland       | 25 juli 2018 (Ajax - Sturm Graz)          | 2 augustus 2018 (Sturm Graz - Ajax)        |
| 11              | Vlag van Nederland    | Quincy Promes       | 30 juni 2024 | 4 januari 1992   | Sevilla FC Spanje             | 27 juli 2019 (Ajax - PSV)                 | 1 september 2019 (Sparta Rotterdam - Ajax) |
| 23              | Vlag van Burkina Faso | Lassina Traoré      | 30 juni 2022 | 12 januari 2001  | Ajax Cape Town Zuid-Afrika    | 12 mei 2019 (Ajax - FC Utrecht)           | 22 december 2019 (Ajax - ADO Den Haag)     |
| 37              | /                     | Naci Ünüvar         | 30 juni 2022 | 16 juni 2003     | Jeugdopleiding Ajax Nederland | 22 januari 2020 (Ajax - SV Spakenburg)    | 22 januari 2020 (Ajax - SV Spakenburg)     |
| 49              | Vlag van Nederland    | Ryan Babel          | 30 juni 2020 | 19 december 1986 | Galatasaray SK Turkije        | 1 februari 2004 (Ajax - ADO Den Haag)     | 20 november 2004 (De Graafschap - Ajax)    |

Laatst bijgewerkt: 29 augustus 2019

## Leden technische staf en directie
| Naam              | Functie              |
| ----------------- | -------------------- |
| Erik ten Hag      | Hoofdtrainer         |
| Michael Reiziger  | Assistent-trainer    |
| Christian Poulsen | Assistent-trainer    |
| Richard Witschge  | Assistent-trainer    |
| Carlo l'Ami       | Keeperstrainer       |
| Bjorn Rekelhof    | Performance Coach    |
| Saïd Ouaali       | Hoofd jeugdopleiding |

| Naam              | Functie                |
| ----------------- | ---------------------- |
| Edwin van der Sar | Algemeen directeur     |
| Susan Lenderink   | Financieel directeur   |
| Marc Overmars     | Directeur voetbalzaken |
| Menno Geelen      | Commercieel directeur  |

## Wedstrijdverslagen

### Vriendschappelijke wedstrijden
| Datum      | Wedstrijd                  | Uitslag | Verslag |
| ---------- | -------------------------- | ------- | ------- |
| 25-06-2019 | Quick '20 – Ajax           | 2 – 11  | 1       |
| 28-06-2019 | Ajax – Aalborg BK          | 1 – 1   | 2       |
| 06-07-2019 | Ajax – RSC Anderlecht      | 5 – 2   | 3       |
| 14-07-2019 | Istanbul Başakşehir – Ajax | 1 – 2   | 4       |
| 18-07-2019 | Ajax – Watford FC          | 2 – 1   | 5       |
| 22-07-2019 | Ajax – OFI Kreta           | 6 – 2   | 6       |
| 22-07-2019 | Ajax – Panathinaikos FC    | 1 – 2   | 7       |
| 29-07-2019 | Ajax – Sivasspor           | 1 – 1   | 8       |
| 09-01-2020 | Ajax – KAS Eupen           | 2 – 0   | 9       |
| 11-01-2020 | Ajax – Club Brugge         | 3 – 1   | 10      |

### UEFA Champions League
| Ronde                   | Wedstrijd | Datum             | Wedstrijd            | Uitslag | Totaal | Verslag |
| ----------------------- | --------- | ----------------- | -------------------- | ------- | ------ | ------- |
| Derde kwalificatieronde | 1         | 6 augustus 2019   | PAOK Saloniki – Ajax | 2 – 2   | 5 – 4  | 1       |
| Derde kwalificatieronde | 2         | 13 augustus 2019  | Ajax – PAOK Saloniki | 3 – 2   | 5 – 4  | 2       |
| Play-offronde           | 3         | 20 augustus 2019  | APOEL Nicosia – Ajax | 0 – 0   | 2 – 0  | 3       |
| Play-offronde           | 4         | 28 augustus 2019  | Ajax – APOEL Nicosia | 2 – 0   | 2 – 0  | 4       |
| Groepsfase              | 5         | 17 september 2019 | Ajax – Lille OSC     | 3 – 0   | 3 – 0  | 5       |
| Groepsfase              | 6         | 2 oktober 2019    | Valencia CF – Ajax   | 0 – 3   | 0 – 3  | 6       |
| Groepsfase              | 7         | 23 oktober 2019   | Ajax – Chelsea FC    | 0 – 1   | 0 – 1  | 7       |
| Groepsfase              | 8         | 5 november 2019   | Chelsea FC – Ajax    | 4 – 4   | 4 – 4  | 8       |
| Groepsfase              | 9         | 27 november 2019  | Lille OSC – Ajax     | 0 – 2   | 0 – 2  | 9       |
| Groepsfase              | 10        | 10 december 2019  | Ajax – Valencia CF   | 0 – 1   | 0 – 1  | 10      |

Derde kwalificatieronde
|                                   |                               |               |                                          |                                                                                         |
| Wedstrijd 1 6 augustus 2019 19:00 | PAOK Saloniki                 | 2 – 2 (2 – 1) | Ajax                                     | Stadion: Toumbastadion, Thessaloniki Toeschouwers: 23.418 Scheidsrechter: Slavko Vinčić |
| Wedstrijd 1 6 augustus 2019 19:00 | Chuba Akpom 32' Léo Matos 39' | Verslag       | 10' Hakim Ziyech 57' Klaas-Jan Huntelaar | Stadion: Toumbastadion, Thessaloniki Toeschouwers: 23.418 Scheidsrechter: Slavko Vinčić |
| Wedstrijd 1 6 augustus 2019 19:00 |                               |               |                                          | Stadion: Toumbastadion, Thessaloniki Toeschouwers: 23.418 Scheidsrechter: Slavko Vinčić |
| Wedstrijd 1 6 augustus 2019 19:00 |                               |               |                                          | Stadion: Toumbastadion, Thessaloniki Toeschouwers: 23.418 Scheidsrechter: Slavko Vinčić |
|                                   |                               |               |                                          |                                                                                         |

|                                    |                                                           |               |                           |                                                                                           |
| Wedstrijd 2 13 augustus 2019 20:30 | Ajax                                                      | 3 – 2 (1 – 1) | PAOK Saloniki             | Stadion: Johan Cruijff ArenA, Amsterdam Toeschouwers: 53.942 Scheidsrechter: Craig Pawson |
| Wedstrijd 2 13 augustus 2019 20:30 | Dušan Tadić 43' (pen.), 85' (pen.) Nicolás Tagliafico 79' | Verslag       | 23', 90+3' Diego Biseswar | Stadion: Johan Cruijff ArenA, Amsterdam Toeschouwers: 53.942 Scheidsrechter: Craig Pawson |
| Wedstrijd 2 13 augustus 2019 20:30 |                                                           |               |                           | Stadion: Johan Cruijff ArenA, Amsterdam Toeschouwers: 53.942 Scheidsrechter: Craig Pawson |
| Wedstrijd 2 13 augustus 2019 20:30 |                                                           |               |                           | Stadion: Johan Cruijff ArenA, Amsterdam Toeschouwers: 53.942 Scheidsrechter: Craig Pawson |
|                                    |                                                           |               |                           |                                                                                           |

Play-offronde
|                                    |               |               |      |                                                                                            |
| Wedstrijd 1 20 augustus 2019 21:00 | APOEL Nicosia | 0 – 0 (0 – 0) | Ajax | Stadion: New GSP Stadium, Nicosia Toeschouwers: 14.549 Scheidsrechter: Antonio Mateu Lahoz |
| Wedstrijd 1 20 augustus 2019 21:00 | Verslag       |               |      | Stadion: New GSP Stadium, Nicosia Toeschouwers: 14.549 Scheidsrechter: Antonio Mateu Lahoz |
| Wedstrijd 1 20 augustus 2019 21:00 |               |               |      | Stadion: New GSP Stadium, Nicosia Toeschouwers: 14.549 Scheidsrechter: Antonio Mateu Lahoz |
| Wedstrijd 1 20 augustus 2019 21:00 |               |               |      | Stadion: New GSP Stadium, Nicosia Toeschouwers: 14.549 Scheidsrechter: Antonio Mateu Lahoz |
|                                    |               |               |      |                                                                                            |

|                                    |                                   |               |               |                                                                                           |
| Wedstrijd 2 28 augustus 2019 21:00 | Ajax                              | 2 – 0 (1 – 0) | APOEL Nicosia | Stadion: Johan Cruijff ArenA, Amsterdam Toeschouwers: 53.103 Scheidsrechter: Felix Zwayer |
| Wedstrijd 2 28 augustus 2019 21:00 | Edson Álvarez 43' Dušan Tadić 80' | Verslag       |               | Stadion: Johan Cruijff ArenA, Amsterdam Toeschouwers: 53.103 Scheidsrechter: Felix Zwayer |
| Wedstrijd 2 28 augustus 2019 21:00 |                                   |               |               | Stadion: Johan Cruijff ArenA, Amsterdam Toeschouwers: 53.103 Scheidsrechter: Felix Zwayer |
| Wedstrijd 2 28 augustus 2019 21:00 |                                   |               |               | Stadion: Johan Cruijff ArenA, Amsterdam Toeschouwers: 53.103 Scheidsrechter: Felix Zwayer |
|                                    |                                   |               |               |                                                                                           |

Groepsfase (groep H)
| # | Team        | Wedstrijden | Wedstrijden | Wedstrijden | Wedstrijden | Doelpunten | Doelpunten | Doelpunten | Punten |
| --- | ----------- | ----------- | ----------- | ----------- | ----------- | ---------- | ---------- | ---------- | ------ |
| # | Team        | Gespeeld    | Winst       | Gelijk      | Verlies     | Voor       | Tegen      | Saldo      | Punten |
| 1. | Valencia CF | 6           | 3           | 2           | 1           | 9          | 7          | +2         | 11     |
| 2. | Chelsea FC  | 6           | 3           | 2           | 1           | 11         | 9          | +2         | 11     |
| 3. | Ajax        | 6           | 3           | 1           | 2           | 12         | 6          | +6         | 10     |
| 4. | Lille OSC   | 6           | 0           | 1           | 5           | 4          | 14         | −9         | 1      |
| \| Legendakleuren in de tabellen \| \| Groepswinnaar en nummer twee gaan door naar de achtste finale. \| \| Nummer 3 gaat door naar de zestiende finale van de Europa League. \| \| Uitgeschakeld \| |             |             |             |             |             |            |            |            |        |
| Legendakleuren in de tabellen |             |             |             |             |             |            |            |            |        |
| Groepswinnaar en nummer twee gaan door naar de achtste finale. |             |             |             |             |             |            |            |            |        |
| Nummer 3 gaat door naar de zestiende finale van de Europa League. |             |             |             |             |             |            |            |            |        |
| Uitgeschakeld |             |             |             |             |             |            |            |            |        |

|                                                 |                                                            |               |           |                                                                                              |
| Groepsfase, wedstrijd 1 17 september 2019 21:00 | Ajax                                                       | 3 – 0 (1 – 0) | Lille OSC | Stadion: Johan Cruijff ArenA, Amsterdam Toeschouwers: 52.840 Scheidsrechter: Srđan Jovanović |
| Groepsfase, wedstrijd 1 17 september 2019 21:00 | Quincy Promes 18' Edson Álvarez 50' Nicolás Tagliafico 62' | Verslag       |           | Stadion: Johan Cruijff ArenA, Amsterdam Toeschouwers: 52.840 Scheidsrechter: Srđan Jovanović |
| Groepsfase, wedstrijd 1 17 september 2019 21:00 |                                                            |               |           | Stadion: Johan Cruijff ArenA, Amsterdam Toeschouwers: 52.840 Scheidsrechter: Srđan Jovanović |
| Groepsfase, wedstrijd 1 17 september 2019 21:00 |                                                            |               |           | Stadion: Johan Cruijff ArenA, Amsterdam Toeschouwers: 52.840 Scheidsrechter: Srđan Jovanović |
|                                                 |                                                            |               |           |                                                                                              |

|                                              |             |               |                                                         |                                                                                         |
| Groepsfase, wedstrijd 2 2 oktober 2019 21:00 | Valencia CF | 0 – 3 (0 – 2) | Ajax                                                    | Stadion: Estadio Mestalla, Valencia Toeschouwers: 44.659 Scheidsrechter: Daniele Orsato |
| Groepsfase, wedstrijd 2 2 oktober 2019 21:00 |             | Verslag       | 8' Hakim Ziyech 34' Quincy Promes 67' Donny van de Beek | Stadion: Estadio Mestalla, Valencia Toeschouwers: 44.659 Scheidsrechter: Daniele Orsato |
| Groepsfase, wedstrijd 2 2 oktober 2019 21:00 |             |               |                                                         | Stadion: Estadio Mestalla, Valencia Toeschouwers: 44.659 Scheidsrechter: Daniele Orsato |
| Groepsfase, wedstrijd 2 2 oktober 2019 21:00 |             |               |                                                         | Stadion: Estadio Mestalla, Valencia Toeschouwers: 44.659 Scheidsrechter: Daniele Orsato |
|                                              |             |               |                                                         |                                                                                         |

|                                               |      |               |                     |                                                                                             |
| Groepsfase, wedstrijd 3 23 oktober 2019 18:55 | Ajax | 0 – 1 (0 – 0) | Chelsea FC          | Stadion: Johan Cruijff ArenA, Amsterdam Toeschouwers: 53.285 Scheidsrechter: Ovidiu Hategan |
| Groepsfase, wedstrijd 3 23 oktober 2019 18:55 |      | Verslag       | 86' Michy Batshuayi | Stadion: Johan Cruijff ArenA, Amsterdam Toeschouwers: 53.285 Scheidsrechter: Ovidiu Hategan |
| Groepsfase, wedstrijd 3 23 oktober 2019 18:55 |      |               |                     | Stadion: Johan Cruijff ArenA, Amsterdam Toeschouwers: 53.285 Scheidsrechter: Ovidiu Hategan |
| Groepsfase, wedstrijd 3 23 oktober 2019 18:55 |      |               |                     | Stadion: Johan Cruijff ArenA, Amsterdam Toeschouwers: 53.285 Scheidsrechter: Ovidiu Hategan |
|                                               |      |               |                     |                                                                                             |

|                                               |                                                                               |               |                                                                                              |                                                                                       |
| Groepsfase, wedstrijd 4 5 november 2019 21:00 | Chelsea FC                                                                    | 4 – 4 (1 – 3) | Ajax                                                                                         | Stadion: Stamford Bridge, Londen Toeschouwers: 39.132 Scheidsrechter: Gianluca Rocchi |
| Groepsfase, wedstrijd 4 5 november 2019 21:00 | Jorge Luiz Frello 4' (pen.), 71' (pen.) César Azpilicueta 63' Reece James 74' | Verslag       | 2' (e.d.) Tammy Abraham 20' Quincy Promes 35' (e.d.) Kepa Arrizabalaga 55' Donny van de Beek | Stadion: Stamford Bridge, Londen Toeschouwers: 39.132 Scheidsrechter: Gianluca Rocchi |
| Groepsfase, wedstrijd 4 5 november 2019 21:00 |                                                                               |               |                                                                                              | Stadion: Stamford Bridge, Londen Toeschouwers: 39.132 Scheidsrechter: Gianluca Rocchi |
| Groepsfase, wedstrijd 4 5 november 2019 21:00 |                                                                               |               |                                                                                              | Stadion: Stamford Bridge, Londen Toeschouwers: 39.132 Scheidsrechter: Gianluca Rocchi |
|                                               |                                                                               |               |                                                                                              |                                                                                       |

|                                                |           |               |                                   |                                                                                       |
| Groepsfase, wedstrijd 5 27 november 2019 21:00 | Lille OSC | 0 – 2 (0 – 1) | Ajax                              | Stadion: Stade Pierre-Mauroy, Rijsel Toeschouwers: 48.612 Scheidsrechter: Felix Brych |
| Groepsfase, wedstrijd 5 27 november 2019 21:00 |           | Verslag       | 2' Hakim Ziyech 59' Quincy Promes | Stadion: Stade Pierre-Mauroy, Rijsel Toeschouwers: 48.612 Scheidsrechter: Felix Brych |
| Groepsfase, wedstrijd 5 27 november 2019 21:00 |           |               |                                   | Stadion: Stade Pierre-Mauroy, Rijsel Toeschouwers: 48.612 Scheidsrechter: Felix Brych |
| Groepsfase, wedstrijd 5 27 november 2019 21:00 |           |               |                                   | Stadion: Stade Pierre-Mauroy, Rijsel Toeschouwers: 48.612 Scheidsrechter: Felix Brych |
|                                                |           |               |                                   |                                                                                       |

|                                                |      |               |                            |                                                                                             |
| Groepsfase, wedstrijd 6 10 december 2019 21:00 | Ajax | 0 – 1 (0 – 1) | Valencia CF                | Stadion: Johan Cruijff ArenA, Amsterdam Toeschouwers: 53.590 Scheidsrechter: Clément Turpin |
| Groepsfase, wedstrijd 6 10 december 2019 21:00 |      | Verslag       | 24' Rodrigo Moreno Machado | Stadion: Johan Cruijff ArenA, Amsterdam Toeschouwers: 53.590 Scheidsrechter: Clément Turpin |
| Groepsfase, wedstrijd 6 10 december 2019 21:00 |      |               |                            | Stadion: Johan Cruijff ArenA, Amsterdam Toeschouwers: 53.590 Scheidsrechter: Clément Turpin |
| Groepsfase, wedstrijd 6 10 december 2019 21:00 |      |               |                            | Stadion: Johan Cruijff ArenA, Amsterdam Toeschouwers: 53.590 Scheidsrechter: Clément Turpin |
|                                                |      |               |                            |                                                                                             |

### UEFA Europa League
| Ronde            | Wedstrijd | Datum            | Wedstrijd        | Uitslag | Totaal | Verslag |
| ---------------- | --------- | ---------------- | ---------------- | ------- | ------ | ------- |
| Zestiende finale | 1         | 20 februari 2020 | Getafe CF – Ajax | 2 – 0   | 2 – 3  | 1       |
| Zestiende finale | 2         | 27 februari 2020 | Ajax – Getafe CF | 2 – 1   | 2 – 3  |         |

|                                                      |                                                                         |               |      |                                                                                           |
| Zestiende finale, wedstrijd 1 20 februari 2020 18:55 | Getafe CF                                                               | 2 – 0 (1 – 0) | Ajax | Stadion: Coliseum Alfonso Pérez, Getafe Toeschouwers: 14.039 Scheidsrechter: Ruddy Buquet |
| Zestiende finale, wedstrijd 1 20 februari 2020 18:55 | Deyverson Brum Silva Acosta 37' Robert Kenedy Nunes do Nascimento 90+3' | Verslag       |      | Stadion: Coliseum Alfonso Pérez, Getafe Toeschouwers: 14.039 Scheidsrechter: Ruddy Buquet |
| Zestiende finale, wedstrijd 1 20 februari 2020 18:55 |                                                                         |               |      | Stadion: Coliseum Alfonso Pérez, Getafe Toeschouwers: 14.039 Scheidsrechter: Ruddy Buquet |
| Zestiende finale, wedstrijd 1 20 februari 2020 18:55 |                                                                         |               |      | Stadion: Coliseum Alfonso Pérez, Getafe Toeschouwers: 14.039 Scheidsrechter: Ruddy Buquet |
|                                                      |                                                                         |               |      |                                                                                           |

|                                                      |                                              |               |               |                                                                                 |
| Zestiende finale, wedstrijd 2 27 februari 2020 21:00 | Ajax                                         | 2 – 1 (1 – 1) | Getafe CF     | Stadion: Johan Cruijff ArenA, Amsterdam Scheidsrechter: Anastasios Sidiropoulos |
| Zestiende finale, wedstrijd 2 27 februari 2020 21:00 | Danilo Pereira da Silva 10' Carel Eiting 63' |               | 5' Jaime Mata | Stadion: Johan Cruijff ArenA, Amsterdam Scheidsrechter: Anastasios Sidiropoulos |
| Zestiende finale, wedstrijd 2 27 februari 2020 21:00 |                                              |               |               | Stadion: Johan Cruijff ArenA, Amsterdam Scheidsrechter: Anastasios Sidiropoulos |
| Zestiende finale, wedstrijd 2 27 februari 2020 21:00 |                                              |               |               | Stadion: Johan Cruijff ArenA, Amsterdam Scheidsrechter: Anastasios Sidiropoulos |
|                                                      |                                              |               |               |                                                                                 |

### Johan Cruijff Schaal
|                    |                                   |               |     |                                                                                                  |
| 28 juli 2019 18:00 | Ajax                              | 2 – 0 (1 – 0) | PSV | Stadion: Johan Cruijff ArenA, Amsterdam Toeschouwers: 51.837 Scheidsrechter: Dennis Higler (NED) |
| 28 juli 2019 18:00 | Kasper Dolberg 1' Daley Blind 53' | Verslag       |     | Stadion: Johan Cruijff ArenA, Amsterdam Toeschouwers: 51.837 Scheidsrechter: Dennis Higler (NED) |
| 28 juli 2019 18:00 |                                   |               |     | Stadion: Johan Cruijff ArenA, Amsterdam Toeschouwers: 51.837 Scheidsrechter: Dennis Higler (NED) |
| 28 juli 2019 18:00 |                                   |               |     | Stadion: Johan Cruijff ArenA, Amsterdam Toeschouwers: 51.837 Scheidsrechter: Dennis Higler (NED) |
|                    |                                   |               |     |                                                                                                  |

### Eredivisie
Wedstrijden
| №    | Datum               | Wedstrijd               | Uitslag | Verslag |
| ---- | ------------------- | ----------------------- | ------- | ------- |
| 1    | za 03-08-2019 18:30 | Vitesse – Ajax          | 2 – 2   | 1       |
| 2    | za 10-08-2019 19:45 | Ajax – FC Emmen         | 5 – 0   | 2       |
| 3    | za 17-08-2019 18:30 | VVV-Venlo – Ajax        | 1 – 4   | 3       |
| 4    | zo 01-09-2019 14:30 | Sparta Rotterdam – Ajax | 1 – 4   | 4       |
| 5    | za 14-09-2019 18:30 | Ajax – sc Heerenveen    | 4 – 1   | 5       |
| 6    | zo 22-09-2019 16:45 | PSV – Ajax              | 1 – 1   | 6       |
| 7    | wo 25-09-2019 20:45 | Ajax – Fortuna Sittard  | 5 – 0   | 7       |
| 8    | za 28-09-2019 19:45 | Ajax – FC Groningen     | 2 – 0   | 8       |
| 9    | zo 06-10-2019 12:15 | ADO Den Haag – Ajax     | 0 – 2   | 9       |
| 10   | za 19-10-2019 18:30 | RKC Waalwijk – Ajax     | 1 – 2   | 10      |
| 11   | zo 27-10-2019 16:45 | Ajax – Feyenoord        | 4 – 0   | 11      |
| 12   | vr 01-11-2019 20:00 | PEC Zwolle – Ajax       | 2 – 4   | 12      |
| 13   | zo 10-11-2019 12:15 | Ajax – FC Utrecht       | 4 – 0   | 13      |
| 14   | za 23-11-2019 19:45 | Ajax – Heracles Almelo  | 4 – 1   | 14      |
| 15   | zo 01-12-2019 12:15 | FC Twente – Ajax        | 2 – 5   | 15      |
| 16   | vr 06-12-2019 20:15 | Ajax – Willem II        | 0 – 2   | 16      |
| 17   | zo 15-12-2019 16:45 | AZ – Ajax               | 1 – 0   | 17      |
| 18   | zo 22-12-2019 12:15 | Ajax – ADO Den Haag     | 6 – 1   | 18      |
| 19   | zo 19-01-2020 14:30 | Ajax - Sparta Rotterdam | 2 – 1   | 19      |
| 20   | zo 26-01-2020 14:30 | FC Groningen – Ajax     | 2 – 1   | 20      |
| 21   | zo 02-02-2020 16:45 | Ajax – PSV              | 1 – 0   | 21      |
| 22 * | n.n.b.              | FC Utrecht – Ajax       |         |         |
| 23   | zo 16-02-2020 14:30 | Ajax – RKC Waalwijk     | 3 – 0   | 23      |
| 24   | zo 23-02-2020 16:45 | Heracles Almelo – Ajax  | 1 – 0   | 24      |
| 25   | zo 01-03-2020 20:00 | Ajax – AZ               | 0 – 2   | 25      |
| 26   | za 07-03-2020 20:45 | sc Heerenveen – Ajax    | 1 – 3   |         |
| 27   | zo 15-03-2020 14:30 | Ajax – FC Twente        |         |         |
| 28   | zo 22-03-2020 14:30 | Feyenoord – Ajax        |         |         |
| 29   | zo 05-04-2020 14:30 | Ajax – PEC Zwolle       |         |         |
| 30   | zo 12-04-2020 14:30 | FC Emmen – Ajax         |         |         |
| 31   | do 23-04-2020 20:45 | Ajax – Vitesse          |         |         |
| 32   | zo 26-04-2020 14:30 | Willem II – Ajax        |         |         |
| 33   | zo 03-05-2020 14:30 | Ajax – VVV-Venlo        |         |         |
| 34   | zo 10-05-2020 14:30 | Fortuna Sittard – Ajax  |         |         |

* Als gevolg van Storm Ciara werd het duel FC Utrecht - Ajax welke geplant stond voor zondag 9 februari 12:15 afgelast door de KNVB. Dit duel zal later worden ingehaald op een door de KNVB te bepalen datum.
Wedstrijdverslagen
|                                    |                                     |               |                                       |                                                                             |
| Speelronde 1 3 augustus 2019 18:30 | Vitesse                             | 2 – 2 (1 – 1) | Ajax                                  | Stadion: GelreDome, Arnhem Toeschouwers: 18.100 Scheidsrechter: Bas Nijhuis |
| Speelronde 1 3 augustus 2019 18:30 | Matúš Bero 13' Riechedly Bazoer 55' | Verslag       | 30' Donny van de Beek 75' Dušan Tadić | Stadion: GelreDome, Arnhem Toeschouwers: 18.100 Scheidsrechter: Bas Nijhuis |
| Speelronde 1 3 augustus 2019 18:30 |                                     |               |                                       | Stadion: GelreDome, Arnhem Toeschouwers: 18.100 Scheidsrechter: Bas Nijhuis |
| Speelronde 1 3 augustus 2019 18:30 |                                     |               |                                       | Stadion: GelreDome, Arnhem Toeschouwers: 18.100 Scheidsrechter: Bas Nijhuis |
|                                    |                                     |               |                                       |                                                                             |

|                                     |                                                                                     |               |          |                                                                                               |
| Speelronde 2 10 augustus 2019 19:45 | Ajax                                                                                | 5 – 0 (1 – 0) | FC Emmen | Stadion: Johan Cruijff ArenA, Amsterdam Toeschouwers: 53.124 Scheidsrechter: Serdar Gözübüyük |
| Speelronde 2 10 augustus 2019 19:45 | Donny van de Beek 27' Hakim Ziyech 47' Dušan Tadić 66' Klaas-Jan Huntelaar 80', 88' | Verslag       |          | Stadion: Johan Cruijff ArenA, Amsterdam Toeschouwers: 53.124 Scheidsrechter: Serdar Gözübüyük |
| Speelronde 2 10 augustus 2019 19:45 |                                                                                     |               |          | Stadion: Johan Cruijff ArenA, Amsterdam Toeschouwers: 53.124 Scheidsrechter: Serdar Gözübüyük |
| Speelronde 2 10 augustus 2019 19:45 |                                                                                     |               |          | Stadion: Johan Cruijff ArenA, Amsterdam Toeschouwers: 53.124 Scheidsrechter: Serdar Gözübüyük |
|                                     |                                                                                     |               |          |                                                                                               |

|                                     |                     |               |                                                                                 |                                                                                               |
| Speelronde 3 17 augustus 2019 18:30 | VVV-Venlo           | 1 – 4 (0 – 1) | Ajax                                                                            | Stadion: Covebo Stadion - De Koel -, Venlo Toeschouwers: 8.000 Scheidsrechter: Danny Makkelie |
| Speelronde 3 17 augustus 2019 18:30 | Evert Linthorst 89' | Verslag       | 44' Hakim Ziyech 49' (pen.) Dušan Tadić 66' Klaas-Jan Huntelaar 76' David Neres | Stadion: Covebo Stadion - De Koel -, Venlo Toeschouwers: 8.000 Scheidsrechter: Danny Makkelie |
| Speelronde 3 17 augustus 2019 18:30 |                     |               |                                                                                 | Stadion: Covebo Stadion - De Koel -, Venlo Toeschouwers: 8.000 Scheidsrechter: Danny Makkelie |
| Speelronde 3 17 augustus 2019 18:30 |                     |               |                                                                                 | Stadion: Covebo Stadion - De Koel -, Venlo Toeschouwers: 8.000 Scheidsrechter: Danny Makkelie |
|                                     |                     |               |                                                                                 |                                                                                               |

|                                     |                      |               |                                                                |                                                                                      |
| Speelronde 4 1 september 2019 14:30 | Sparta Rotterdam     | 1 – 4 (0 – 2) | Ajax                                                           | Stadion: Het Kasteel, Rotterdam Toeschouwers: 10.599 Scheidsrechter: Jochem Kamphuis |
| Speelronde 4 1 september 2019 14:30 | Halil Dervişoğlu 75' | Verslag       | 25' Quincy Promes 31', 60' Hakim Ziyech 58' (pen.) Dušan Tadić | Stadion: Het Kasteel, Rotterdam Toeschouwers: 10.599 Scheidsrechter: Jochem Kamphuis |
| Speelronde 4 1 september 2019 14:30 |                      |               |                                                                | Stadion: Het Kasteel, Rotterdam Toeschouwers: 10.599 Scheidsrechter: Jochem Kamphuis |
| Speelronde 4 1 september 2019 14:30 |                      |               |                                                                | Stadion: Het Kasteel, Rotterdam Toeschouwers: 10.599 Scheidsrechter: Jochem Kamphuis |
|                                     |                      |               |                                                                |                                                                                      |

|                                      |                                                                |               |                  |                                                                                              |
| Speelronde 5 14 september 2019 18:30 | Ajax                                                           | 4 – 1 (2 – 1) | sc Heerenveen    | Stadion: Johan Cruijff ArenA, Amsterdam Toeschouwers: 52.921 Scheidsrechter: Allard Lindhout |
| Speelronde 5 14 september 2019 18:30 | Dušan Tadić 14' Nicolás Tagliafico 45+2', 58' Perr Schuurs 52' | Verslag       | 22' Jens Odgaard | Stadion: Johan Cruijff ArenA, Amsterdam Toeschouwers: 52.921 Scheidsrechter: Allard Lindhout |
| Speelronde 5 14 september 2019 18:30 |                                                                |               |                  | Stadion: Johan Cruijff ArenA, Amsterdam Toeschouwers: 52.921 Scheidsrechter: Allard Lindhout |
| Speelronde 5 14 september 2019 18:30 |                                                                |               |                  | Stadion: Johan Cruijff ArenA, Amsterdam Toeschouwers: 52.921 Scheidsrechter: Allard Lindhout |
|                                      |                                                                |               |                  |                                                                                              |

|                                      |                   |               |                   |                                                                                         |
| Speelronde 6 22 september 2019 16:45 | PSV               | 1 – 1 (0 – 0) | Ajax              | Stadion: Philips Stadion, Eindhoven Toeschouwers: 35.000 Scheidsrechter: Danny Makkelie |
| Speelronde 6 22 september 2019 16:45 | Donyell Malen 77' | Verslag       | 63' Quincy Promes | Stadion: Philips Stadion, Eindhoven Toeschouwers: 35.000 Scheidsrechter: Danny Makkelie |
| Speelronde 6 22 september 2019 16:45 |                   |               |                   | Stadion: Philips Stadion, Eindhoven Toeschouwers: 35.000 Scheidsrechter: Danny Makkelie |
| Speelronde 6 22 september 2019 16:45 |                   |               |                   | Stadion: Philips Stadion, Eindhoven Toeschouwers: 35.000 Scheidsrechter: Danny Makkelie |
|                                      |                   |               |                   |                                                                                         |

|                                      |                                                                     |               |                 |                                                                                              |
| Speelronde 7 25 september 2019 20:45 | Ajax                                                                | 5 – 0 (0 – 0) | Fortuna Sittard | Stadion: Johan Cruijff ArenA, Amsterdam Toeschouwers: 53.121 Scheidsrechter: Jeroen Manschot |
| Speelronde 7 25 september 2019 20:45 | Quincy Promes 50', 68', 83' David Neres 53' Cian Harries 77' (e.d.) | Verslag       |                 | Stadion: Johan Cruijff ArenA, Amsterdam Toeschouwers: 53.121 Scheidsrechter: Jeroen Manschot |
| Speelronde 7 25 september 2019 20:45 |                                                                     |               |                 | Stadion: Johan Cruijff ArenA, Amsterdam Toeschouwers: 53.121 Scheidsrechter: Jeroen Manschot |
| Speelronde 7 25 september 2019 20:45 |                                                                     |               |                 | Stadion: Johan Cruijff ArenA, Amsterdam Toeschouwers: 53.121 Scheidsrechter: Jeroen Manschot |
|                                      |                                                                     |               |                 |                                                                                              |

|                                      |                                               |               |              |                                                                                            |
| Speelronde 8 28 september 2019 19:45 | Ajax                                          | 2 – 0 (0 – 0) | FC Groningen | Stadion: Johan Cruijff ArenA, Amsterdam Toeschouwers: 53.228 Scheidsrechter: Björn Kuipers |
| Speelronde 8 28 september 2019 19:45 | Lisandro Martínez 76' Klaas-Jan Huntelaar 79' | Verslag       |              | Stadion: Johan Cruijff ArenA, Amsterdam Toeschouwers: 53.228 Scheidsrechter: Björn Kuipers |
| Speelronde 8 28 september 2019 19:45 |                                               |               |              | Stadion: Johan Cruijff ArenA, Amsterdam Toeschouwers: 53.228 Scheidsrechter: Björn Kuipers |
| Speelronde 8 28 september 2019 19:45 |                                               |               |              | Stadion: Johan Cruijff ArenA, Amsterdam Toeschouwers: 53.228 Scheidsrechter: Björn Kuipers |
|                                      |                                               |               |              |                                                                                            |

|                                   |              |               |                                         |                                                                                       |
| Speelronde 9 6 oktober 2019 12:15 | ADO Den Haag | 0 – 2 (0 – 1) | Ajax                                    | Stadion: Cars Jeans Stadion, Den Haag Toeschouwers: 14.733 Scheidsrechter: Kevin Blom |
| Speelronde 9 6 oktober 2019 12:15 |              | Verslag       | 10' Klaas-Jan Huntelaar 86' David Neres | Stadion: Cars Jeans Stadion, Den Haag Toeschouwers: 14.733 Scheidsrechter: Kevin Blom |
| Speelronde 9 6 oktober 2019 12:15 |              |               |                                         | Stadion: Cars Jeans Stadion, Den Haag Toeschouwers: 14.733 Scheidsrechter: Kevin Blom |
| Speelronde 9 6 oktober 2019 12:15 |              |               |                                         | Stadion: Cars Jeans Stadion, Den Haag Toeschouwers: 14.733 Scheidsrechter: Kevin Blom |
|                                   |              |               |                                         |                                                                                       |

|                                     |                 |               |                                   |                                                                                            |
| Speelronde 10 19 oktober 2019 18:30 | RKC Waalwijk    | 1 – 2 (0 – 0) | Ajax                              | Stadion: Mandemakers Stadion, Waalwijk Toeschouwers: 7.508 Scheidsrechter: Allard Lindhout |
| Speelronde 10 19 oktober 2019 18:30 | Saïd Bakari 63' | Verslag       | 46' Dušan Tadić 76' Quincy Promes | Stadion: Mandemakers Stadion, Waalwijk Toeschouwers: 7.508 Scheidsrechter: Allard Lindhout |
| Speelronde 10 19 oktober 2019 18:30 |                 |               |                                   | Stadion: Mandemakers Stadion, Waalwijk Toeschouwers: 7.508 Scheidsrechter: Allard Lindhout |
| Speelronde 10 19 oktober 2019 18:30 |                 |               |                                   | Stadion: Mandemakers Stadion, Waalwijk Toeschouwers: 7.508 Scheidsrechter: Allard Lindhout |
|                                     |                 |               |                                   |                                                                                            |

|                                     |                                                                             |               |           |                                                                                               |
| Speelronde 11 27 oktober 2019 16:45 | Ajax                                                                        | 4 – 0 (4 – 0) | Feyenoord | Stadion: Johan Cruijff ArenA, Amsterdam Toeschouwers: 53.968 Scheidsrechter: Serdar Gözübüyük |
| Speelronde 11 27 oktober 2019 16:45 | Hakim Ziyech 3' Nicolás Tagliafico 7' David Neres 37' Donny van de Beek 40' | Verslag       |           | Stadion: Johan Cruijff ArenA, Amsterdam Toeschouwers: 53.968 Scheidsrechter: Serdar Gözübüyük |
| Speelronde 11 27 oktober 2019 16:45 |                                                                             |               |           | Stadion: Johan Cruijff ArenA, Amsterdam Toeschouwers: 53.968 Scheidsrechter: Serdar Gözübüyük |
| Speelronde 11 27 oktober 2019 16:45 |                                                                             |               |           | Stadion: Johan Cruijff ArenA, Amsterdam Toeschouwers: 53.968 Scheidsrechter: Serdar Gözübüyük |
|                                     |                                                                             |               |           |                                                                                               |

|                                     |                                      |               |                                            |                                                                                      |
| Speelronde 12 1 november 2019 20:00 | PEC Zwolle                           | 2 – 4 (1 – 3) | Ajax                                       | Stadion: MAC³PARK stadion, Zwolle Toeschouwers: 14.000 Scheidsrechter: Björn Kuipers |
| Speelronde 12 1 november 2019 20:00 | Gustavo Hamer 35' Mustafa Saymak 62' | Verslag       | 6', 11' Quincy Promes 20', 88' David Neres | Stadion: MAC³PARK stadion, Zwolle Toeschouwers: 14.000 Scheidsrechter: Björn Kuipers |
| Speelronde 12 1 november 2019 20:00 |                                      |               |                                            | Stadion: MAC³PARK stadion, Zwolle Toeschouwers: 14.000 Scheidsrechter: Björn Kuipers |
| Speelronde 12 1 november 2019 20:00 |                                      |               |                                            | Stadion: MAC³PARK stadion, Zwolle Toeschouwers: 14.000 Scheidsrechter: Björn Kuipers |
|                                     |                                      |               |                                            |                                                                                      |

|                                      |                                                                  |               |            |                                                                                          |
| Speelronde 13 10 november 2019 12:15 | Ajax                                                             | 4 – 0 (3 – 0) | FC Utrecht | Stadion: Johan Cruijff ArenA, Amsterdam Toeschouwers: 53.381 Scheidsrechter: Bas Nijhuis |
| Speelronde 13 10 november 2019 12:15 | Donny van de Beek 14', 40' Dušan Tadić 24' Lisandro Martínez 66' | Verslag       |            | Stadion: Johan Cruijff ArenA, Amsterdam Toeschouwers: 53.381 Scheidsrechter: Bas Nijhuis |
| Speelronde 13 10 november 2019 12:15 |                                                                  |               |            | Stadion: Johan Cruijff ArenA, Amsterdam Toeschouwers: 53.381 Scheidsrechter: Bas Nijhuis |
| Speelronde 13 10 november 2019 12:15 |                                                                  |               |            | Stadion: Johan Cruijff ArenA, Amsterdam Toeschouwers: 53.381 Scheidsrechter: Bas Nijhuis |
|                                      |                                                                  |               |            |                                                                                          |

|                                      |                                                                   |               |                    |                                                                                            |
| Speelronde 14 23 november 2019 19:45 | Ajax                                                              | 4 – 1 (1 – 0) | Heracles Almelo    | Stadion: Johan Cruijff ArenA, Amsterdam Toeschouwers: 53.226 Scheidsrechter: Dennis Higler |
| Speelronde 14 23 november 2019 19:45 | Quincy Promes 26', 60' Zakaria Labyad 56' Klaas-Jan Huntelaar 87' | Verslag       | 90' Cyriel Dessers | Stadion: Johan Cruijff ArenA, Amsterdam Toeschouwers: 53.226 Scheidsrechter: Dennis Higler |
| Speelronde 14 23 november 2019 19:45 |                                                                   |               |                    | Stadion: Johan Cruijff ArenA, Amsterdam Toeschouwers: 53.226 Scheidsrechter: Dennis Higler |
| Speelronde 14 23 november 2019 19:45 |                                                                   |               |                    | Stadion: Johan Cruijff ArenA, Amsterdam Toeschouwers: 53.226 Scheidsrechter: Dennis Higler |
|                                      |                                                                   |               |                    |                                                                                            |

|                                     |                                            |               |                                                       |                                                                                         |
| Speelronde 15 1 december 2019 12:15 | FC Twente                                  | 2 – 5 (2 – 1) | Ajax                                                  | Stadion: De Grolsch Veste, Enschede Toeschouwers: 30.000 Scheidsrechter: Pol van Boekel |
| Speelronde 15 1 december 2019 12:15 | Keito Nakamura 15' Aitor Cantalapiedra 19' | Verslag       | 32', 51', 70' Noa Lang 61', 90+6' Klaas-Jan Huntelaar | Stadion: De Grolsch Veste, Enschede Toeschouwers: 30.000 Scheidsrechter: Pol van Boekel |
| Speelronde 15 1 december 2019 12:15 |                                            |               |                                                       | Stadion: De Grolsch Veste, Enschede Toeschouwers: 30.000 Scheidsrechter: Pol van Boekel |
| Speelronde 15 1 december 2019 12:15 |                                            |               |                                                       | Stadion: De Grolsch Veste, Enschede Toeschouwers: 30.000 Scheidsrechter: Pol van Boekel |
|                                     |                                            |               |                                                       |                                                                                         |

|                                     |      |               |                                                         |                                                                                            |
| Speelronde 16 6 december 2019 20:15 | Ajax | 0 – 2 (0 – 1) | Willem II                                               | Stadion: Johan Cruijff ArenA, Amsterdam Toeschouwers: 54.022 Scheidsrechter: Björn Kuipers |
| Speelronde 16 6 december 2019 20:15 |      | Verslag       | 42' (pen.) Mike Trésor Ndayishimiye 78' Damil Dankerlui | Stadion: Johan Cruijff ArenA, Amsterdam Toeschouwers: 54.022 Scheidsrechter: Björn Kuipers |
| Speelronde 16 6 december 2019 20:15 |      |               |                                                         | Stadion: Johan Cruijff ArenA, Amsterdam Toeschouwers: 54.022 Scheidsrechter: Björn Kuipers |
| Speelronde 16 6 december 2019 20:15 |      |               |                                                         | Stadion: Johan Cruijff ArenA, Amsterdam Toeschouwers: 54.022 Scheidsrechter: Björn Kuipers |
|                                     |      |               |                                                         |                                                                                            |

|                                      |                 |               |      |                                                                                    |
| Speelronde 17 15 december 2019 16:45 | AZ              | 1 – 0 (0 – 0) | Ajax | Stadion: AFAS Stadion, Alkmaar Toeschouwers: 17.002 Scheidsrechter: Danny Makkelie |
| Speelronde 17 15 december 2019 16:45 | Myron Boadu 90' | Verslag       |      | Stadion: AFAS Stadion, Alkmaar Toeschouwers: 17.002 Scheidsrechter: Danny Makkelie |
| Speelronde 17 15 december 2019 16:45 |                 |               |      | Stadion: AFAS Stadion, Alkmaar Toeschouwers: 17.002 Scheidsrechter: Danny Makkelie |
| Speelronde 17 15 december 2019 16:45 |                 |               |      | Stadion: AFAS Stadion, Alkmaar Toeschouwers: 17.002 Scheidsrechter: Danny Makkelie |
|                                      |                 |               |      |                                                                                    |

|                                      | |               |                            |                                                                                            |
| Speelronde 18 22 december 2019 12:15 | Ajax | 6 – 1 (4 – 0) | ADO Den Haag               | Stadion: Johan Cruijff ArenA, Amsterdam Toeschouwers: 53.976 Scheidsrechter: Dennis Higler |
| Speelronde 18 22 december 2019 12:15 | Hakim Ziyech 15' Donny van de Beek 23' Jurgen Ekkelenkamp 37' Ryan Gravenberch 39' Dušan Tadić 49' Lassina Traoré 63' | Verslag       | 90+2' (pen.) John Goossens | Stadion: Johan Cruijff ArenA, Amsterdam Toeschouwers: 53.976 Scheidsrechter: Dennis Higler |
| Speelronde 18 22 december 2019 12:15 | |               |                            | Stadion: Johan Cruijff ArenA, Amsterdam Toeschouwers: 53.976 Scheidsrechter: Dennis Higler |
| Speelronde 18 22 december 2019 12:15 | |               |                            | Stadion: Johan Cruijff ArenA, Amsterdam Toeschouwers: 53.976 Scheidsrechter: Dennis Higler |
|                                      | |               |                            |                                                                                            |

|                                     |                                            |               |                  |                                                                                              |
| Speelronde 19 19 januari 2020 14:30 | Ajax                                       | 2 – 1 (1 – 0) | Sparta Rotterdam | Stadion: Johan Cruijff ArenA, Amsterdam Toeschouwers: 53.426 Scheidsrechter: Allard Lindhout |
| Speelronde 19 19 januari 2020 14:30 | Donny van de Beek 15' Ryan Gravenberch 60' | Verslag       | 74' Joël Piroe   | Stadion: Johan Cruijff ArenA, Amsterdam Toeschouwers: 53.426 Scheidsrechter: Allard Lindhout |
| Speelronde 19 19 januari 2020 14:30 |                                            |               |                  | Stadion: Johan Cruijff ArenA, Amsterdam Toeschouwers: 53.426 Scheidsrechter: Allard Lindhout |
| Speelronde 19 19 januari 2020 14:30 |                                            |               |                  | Stadion: Johan Cruijff ArenA, Amsterdam Toeschouwers: 53.426 Scheidsrechter: Allard Lindhout |
|                                     |                                            |               |                  |                                                                                              |

|                                     |                                             |               |                       | |
| Speelronde 20 26 januari 2020 14:30 | FC Groningen                                | 2 – 1 (1 – 0) | Ajax                  | Stadion: Hitachi Capital Mobility Stadion, Groningen Toeschouwers: 22.315 Scheidsrechter: Jeroen Manschot |
| Speelronde 20 26 januari 2020 14:30 | Kaj Sierhuis 16' Ramon Pascal Lundqvist 52' | Verslag       | 72' Donny van de Beek | Stadion: Hitachi Capital Mobility Stadion, Groningen Toeschouwers: 22.315 Scheidsrechter: Jeroen Manschot |
| Speelronde 20 26 januari 2020 14:30 |                                             |               |                       | Stadion: Hitachi Capital Mobility Stadion, Groningen Toeschouwers: 22.315 Scheidsrechter: Jeroen Manschot |
| Speelronde 20 26 januari 2020 14:30 |                                             |               |                       | Stadion: Hitachi Capital Mobility Stadion, Groningen Toeschouwers: 22.315 Scheidsrechter: Jeroen Manschot |
|                                     |                                             |               |                       | |

|                                     |                   |               |     |                                                                                            |
| Speelronde 21 2 februari 2020 16:45 | Ajax              | 1 – 0 (1 – 0) | PSV | Stadion: Johan Cruijff ArenA, Amsterdam Toeschouwers: 53.055 Scheidsrechter: Björn Kuipers |
| Speelronde 21 2 februari 2020 16:45 | Quincy Promes 35' | Verslag       |     | Stadion: Johan Cruijff ArenA, Amsterdam Toeschouwers: 53.055 Scheidsrechter: Björn Kuipers |
| Speelronde 21 2 februari 2020 16:45 |                   |               |     | Stadion: Johan Cruijff ArenA, Amsterdam Toeschouwers: 53.055 Scheidsrechter: Björn Kuipers |
| Speelronde 21 2 februari 2020 16:45 |                   |               |     | Stadion: Johan Cruijff ArenA, Amsterdam Toeschouwers: 53.055 Scheidsrechter: Björn Kuipers |
|                                     |                   |               |     |                                                                                            |

|                      |            |   |      |                                       |
| Speelronde 22 n.n.b. | FC Utrecht | v | Ajax | Stadion: Stadion Galgenwaard, Utrecht |
| Speelronde 22 n.n.b. |            |   |      | Stadion: Stadion Galgenwaard, Utrecht |
| Speelronde 22 n.n.b. |            |   |      | Stadion: Stadion Galgenwaard, Utrecht |
| Speelronde 22 n.n.b. |            |   |      | Stadion: Stadion Galgenwaard, Utrecht |
|                      |            |   |      |                                       |

|                                      |                                                                   |               |              |                                                                                            |
| Speelronde 23 16 februari 2020 14:30 | Ajax                                                              | 3 – 0 (1 – 0) | RKC Waalwijk | Stadion: Johan Cruijff ArenA, Amsterdam Toeschouwers: 53.291 Scheidsrechter: Dennis Higler |
| Speelronde 23 16 februari 2020 14:30 | Dušan Tadić 13' (pen.) Lassina Traoré 52' Klaas-Jan Huntelaar 90' | Verslag       |              | Stadion: Johan Cruijff ArenA, Amsterdam Toeschouwers: 53.291 Scheidsrechter: Dennis Higler |
| Speelronde 23 16 februari 2020 14:30 |                                                                   |               |              | Stadion: Johan Cruijff ArenA, Amsterdam Toeschouwers: 53.291 Scheidsrechter: Dennis Higler |
| Speelronde 23 16 februari 2020 14:30 |                                                                   |               |              | Stadion: Johan Cruijff ArenA, Amsterdam Toeschouwers: 53.291 Scheidsrechter: Dennis Higler |
|                                      |                                                                   |               |              |                                                                                            |

|                                      |                    |               |      |                                                                                 |
| Speelronde 24 23 februari 2020 16:45 | Heracles Almelo    | 1 – 0 (0 – 0) | Ajax | Stadion: Erve Asito, Almelo Toeschouwers: 12.080 Scheidsrechter: Pol van Boekel |
| Speelronde 24 23 februari 2020 16:45 | Cyriel Dessers 77' | Verslag       |      | Stadion: Erve Asito, Almelo Toeschouwers: 12.080 Scheidsrechter: Pol van Boekel |
| Speelronde 24 23 februari 2020 16:45 |                    |               |      | Stadion: Erve Asito, Almelo Toeschouwers: 12.080 Scheidsrechter: Pol van Boekel |
| Speelronde 24 23 februari 2020 16:45 |                    |               |      | Stadion: Erve Asito, Almelo Toeschouwers: 12.080 Scheidsrechter: Pol van Boekel |
|                                      |                    |               |      |                                                                                 |

|                                  |      |               |                                    |                                                                                               |
| Speelronde 25 1 maart 2020 20:00 | Ajax | 0 – 2 (0 – 1) | AZ                                 | Stadion: Johan Cruijff ArenA, Amsterdam Toeschouwers: 52.707 Scheidsrechter: Serdar Gözübüyük |
| Speelronde 25 1 maart 2020 20:00 |      | Verslag       | 4' Myron Boadu 74' Oussama Idrissi | Stadion: Johan Cruijff ArenA, Amsterdam Toeschouwers: 52.707 Scheidsrechter: Serdar Gözübüyük |
| Speelronde 25 1 maart 2020 20:00 |      |               |                                    | Stadion: Johan Cruijff ArenA, Amsterdam Toeschouwers: 52.707 Scheidsrechter: Serdar Gözübüyük |
| Speelronde 25 1 maart 2020 20:00 |      |               |                                    | Stadion: Johan Cruijff ArenA, Amsterdam Toeschouwers: 52.707 Scheidsrechter: Serdar Gözübüyük |
|                                  |      |               |                                    |                                                                                               |

|                                  |                         |               |                                        |                                                                                               |
| Speelronde 26 7 maart 2020 20:45 | sc Heerenveen           | 1 – 3 (0 – 0) | Ajax                                   | Stadion: Abe Lenstra Stadion, Heerenveen Toeschouwers: 25.950 Scheidsrechter: Jeroen Manschot |
| Speelronde 26 7 maart 2020 20:45 | Mitchell van Bergen 67' |               | 57', 60' Dušan Tadić 63' Quincy Promes | Stadion: Abe Lenstra Stadion, Heerenveen Toeschouwers: 25.950 Scheidsrechter: Jeroen Manschot |
| Speelronde 26 7 maart 2020 20:45 |                         |               |                                        | Stadion: Abe Lenstra Stadion, Heerenveen Toeschouwers: 25.950 Scheidsrechter: Jeroen Manschot |
| Speelronde 26 7 maart 2020 20:45 |                         |               |                                        | Stadion: Abe Lenstra Stadion, Heerenveen Toeschouwers: 25.950 Scheidsrechter: Jeroen Manschot |
|                                  |                         |               |                                        |                                                                                               |

|                                   |      |   |           |                                         |
| Speelronde 27 15 maart 2020 14:30 | Ajax | v | FC Twente | Stadion: Johan Cruijff ArenA, Amsterdam |
| Speelronde 27 15 maart 2020 14:30 |      |   |           | Stadion: Johan Cruijff ArenA, Amsterdam |
| Speelronde 27 15 maart 2020 14:30 |      |   |           | Stadion: Johan Cruijff ArenA, Amsterdam |
| Speelronde 27 15 maart 2020 14:30 |      |   |           | Stadion: Johan Cruijff ArenA, Amsterdam |
|                                   |      |   |           |                                         |

|                                   |           |   |      |                             |
| Speelronde 28 22 maart 2020 14:30 | Feyenoord | v | Ajax | Stadion: De Kuip, Rotterdam |
| Speelronde 28 22 maart 2020 14:30 |           |   |      | Stadion: De Kuip, Rotterdam |
| Speelronde 28 22 maart 2020 14:30 |           |   |      | Stadion: De Kuip, Rotterdam |
| Speelronde 28 22 maart 2020 14:30 |           |   |      | Stadion: De Kuip, Rotterdam |
|                                   |           |   |      |                             |

|                                  |      |   |            |                                         |
| Speelronde 29 5 april 2020 14:30 | Ajax | v | PEC Zwolle | Stadion: Johan Cruijff ArenA, Amsterdam |
| Speelronde 29 5 april 2020 14:30 |      |   |            | Stadion: Johan Cruijff ArenA, Amsterdam |
| Speelronde 29 5 april 2020 14:30 |      |   |            | Stadion: Johan Cruijff ArenA, Amsterdam |
| Speelronde 29 5 april 2020 14:30 |      |   |            | Stadion: Johan Cruijff ArenA, Amsterdam |
|                                  |      |   |            |                                         |

|                                   |          |   |      |                                  |
| Speelronde 30 12 april 2020 14:30 | FC Emmen | v | Ajax | Stadion: De Oude Meerdijk, Emmen |
| Speelronde 30 12 april 2020 14:30 |          |   |      | Stadion: De Oude Meerdijk, Emmen |
| Speelronde 30 12 april 2020 14:30 |          |   |      | Stadion: De Oude Meerdijk, Emmen |
| Speelronde 30 12 april 2020 14:30 |          |   |      | Stadion: De Oude Meerdijk, Emmen |
|                                   |          |   |      |                                  |

|                                   |      |   |         |                                         |
| Speelronde 31 23 april 2020 20:45 | Ajax | v | Vitesse | Stadion: Johan Cruijff ArenA, Amsterdam |
| Speelronde 31 23 april 2020 20:45 |      |   |         | Stadion: Johan Cruijff ArenA, Amsterdam |
| Speelronde 31 23 april 2020 20:45 |      |   |         | Stadion: Johan Cruijff ArenA, Amsterdam |
| Speelronde 31 23 april 2020 20:45 |      |   |         | Stadion: Johan Cruijff ArenA, Amsterdam |
|                                   |      |   |         |                                         |

|                                   |           |   |      |                                            |
| Speelronde 32 26 april 2020 14:30 | Willem II | v | Ajax | Stadion: Koning Willem II Stadion, Tilburg |
| Speelronde 32 26 april 2020 14:30 |           |   |      | Stadion: Koning Willem II Stadion, Tilburg |
| Speelronde 32 26 april 2020 14:30 |           |   |      | Stadion: Koning Willem II Stadion, Tilburg |
| Speelronde 32 26 april 2020 14:30 |           |   |      | Stadion: Koning Willem II Stadion, Tilburg |
|                                   |           |   |      |                                            |

|                                |      |   |           |                                         |
| Speelronde 33 3 mei 2020 14:30 | Ajax | v | VVV-Venlo | Stadion: Johan Cruijff ArenA, Amsterdam |
| Speelronde 33 3 mei 2020 14:30 |      |   |           | Stadion: Johan Cruijff ArenA, Amsterdam |
| Speelronde 33 3 mei 2020 14:30 |      |   |           | Stadion: Johan Cruijff ArenA, Amsterdam |
| Speelronde 33 3 mei 2020 14:30 |      |   |           | Stadion: Johan Cruijff ArenA, Amsterdam |
|                                |      |   |           |                                         |

|                                 |                 |   |      |                                           |
| Speelronde 34 10 mei 2020 14:30 | Fortuna Sittard | v | Ajax | Stadion: Fortuna Sittard Stadion, Sittard |
| Speelronde 34 10 mei 2020 14:30 |                 |   |      | Stadion: Fortuna Sittard Stadion, Sittard |
| Speelronde 34 10 mei 2020 14:30 |                 |   |      | Stadion: Fortuna Sittard Stadion, Sittard |
| Speelronde 34 10 mei 2020 14:30 |                 |   |      | Stadion: Fortuna Sittard Stadion, Sittard |
|                                 |                 |   |      |                                           |

### KNVB Beker
Wedstrijden
| Ronde          | Datum               | Wedstrijd            | Uitslag    | Verslag    |
| -------------- | ------------------- | -------------------- | ---------- | ---------- |
| Eerste ronde   | Vrijgeloot          | Vrijgeloot           | Vrijgeloot | Vrijgeloot |
| Tweede ronde   | wo 18-12-2019 18:30 | Telstar – Ajax       | 3 – 4      | 1          |
| Achtste finale | wo 22-01-2020 20:45 | Ajax – SV Spakenburg | 7 – 0      | 2          |
| Kwartfinale    | wo 12-02-2020 20:45 | Vitesse – Ajax       | 0 – 3      | 3          |
| Halve finale   | wo 04-03-2020 20:45 | FC Utrecht – Ajax    | 2 – 0      |            |

Wedstrijdverslagen
|                                     |                                                                |               |                                                           |                                                                                           |
| Tweede ronde 18 december 2019 18:30 | Telstar                                                        | 3 – 4 (1 – 2) | Ajax                                                      | Stadion: Rabobank IJmond Stadion, IJmuiden Toeschouwers: 4.663 Scheidsrechter: Joey Kooij |
| Tweede ronde 18 december 2019 18:30 | Frank Korpershoek 44' Benaissa Benamar 60' Reda Kharchouch 88' | Verslag       | 25' Noa Lang 28', 57' Sergiño Dest 48' Jurgen Ekkelenkamp | Stadion: Rabobank IJmond Stadion, IJmuiden Toeschouwers: 4.663 Scheidsrechter: Joey Kooij |
| Tweede ronde 18 december 2019 18:30 |                                                                |               |                                                           | Stadion: Rabobank IJmond Stadion, IJmuiden Toeschouwers: 4.663 Scheidsrechter: Joey Kooij |
| Tweede ronde 18 december 2019 18:30 |                                                                |               |                                                           | Stadion: Rabobank IJmond Stadion, IJmuiden Toeschouwers: 4.663 Scheidsrechter: Joey Kooij |
|                                     |                                                                |               |                                                           |                                                                                           |

|                                      |                                                                                           |               |               |                                                                                              |
| Achtste finale 22 januari 2020 20:45 | Ajax                                                                                      | 7 – 0 (3 – 0) | SV Spakenburg | Stadion: Johan Cruijff ArenA, Amsterdam Toeschouwers: 52.017 Scheidsrechter: Richard Martens |
| Achtste finale 22 januari 2020 20:45 | Siem de Jong 18', 42', 45' Lassina Traoré 49', 52' Dušan Tadić 55' Naci Ünüvar 86' (pen.) | Verslag       |               | Stadion: Johan Cruijff ArenA, Amsterdam Toeschouwers: 52.017 Scheidsrechter: Richard Martens |
| Achtste finale 22 januari 2020 20:45 |                                                                                           |               |               | Stadion: Johan Cruijff ArenA, Amsterdam Toeschouwers: 52.017 Scheidsrechter: Richard Martens |
| Achtste finale 22 januari 2020 20:45 |                                                                                           |               |               | Stadion: Johan Cruijff ArenA, Amsterdam Toeschouwers: 52.017 Scheidsrechter: Richard Martens |
|                                      |                                                                                           |               |               |                                                                                              |

|                                    |         |               |                                                            |                                                                             |
| Kwartfinale 12 februari 2020 20:45 | Vitesse | 0 – 3 (0 – 1) | Ajax                                                       | Stadion: GelreDome, Arnhem Toeschouwers: 18.389 Scheidsrechter: Bas Nijhuis |
| Kwartfinale 12 februari 2020 20:45 |         | Verslag       | 32' Ryan Babel 76' Ryan Gravenberch 85' (pen.) Dušan Tadić | Stadion: GelreDome, Arnhem Toeschouwers: 18.389 Scheidsrechter: Bas Nijhuis |
| Kwartfinale 12 februari 2020 20:45 |         |               |                                                            | Stadion: GelreDome, Arnhem Toeschouwers: 18.389 Scheidsrechter: Bas Nijhuis |
| Kwartfinale 12 februari 2020 20:45 |         |               |                                                            | Stadion: GelreDome, Arnhem Toeschouwers: 18.389 Scheidsrechter: Bas Nijhuis |
|                                    |         |               |                                                            |                                                                             |

|                                 |                                                     |               |      |                                                                                          |
| Halve finale 4 maart 2020 20:45 | FC Utrecht                                          | 2 – 0 (1 – 0) | Ajax | Stadion: Stadion Galgenwaard, Utrecht Toeschouwers: 22.601 Scheidsrechter: Björn Kuipers |
| Halve finale 4 maart 2020 20:45 | Sander van de Streek 33' Simon Gustafson 65' (pen.) |               |      | Stadion: Stadion Galgenwaard, Utrecht Toeschouwers: 22.601 Scheidsrechter: Björn Kuipers |
| Halve finale 4 maart 2020 20:45 |                                                     |               |      | Stadion: Stadion Galgenwaard, Utrecht Toeschouwers: 22.601 Scheidsrechter: Björn Kuipers |
| Halve finale 4 maart 2020 20:45 |                                                     |               |      | Stadion: Stadion Galgenwaard, Utrecht Toeschouwers: 22.601 Scheidsrechter: Björn Kuipers |
|                                 |                                                     |               |      |                                                                                          |

### Resultaat over het gehele seizoen
| Competitie            | Eindstand | Gespeeld | Gespeeld | Gespeeld | Gewonnen | Gewonnen | Gewonnen | Gelijk | Gelijk | Gelijk | Verloren | Verloren | Verloren | Doelpunten voor | Doelpunten voor | Doelpunten voor | Doelpunten tegen | Doelpunten tegen | Doelpunten tegen | Doelsaldo | Doelsaldo | Doelsaldo | Gele kaarten | Gele kaarten | Gele kaarten | Twee gele kaarten | Twee gele kaarten | Twee gele kaarten | Rode kaarten | Rode kaarten | Rode kaarten |
| Competitie            | Eindstand | Thuis    | Uit      | Totaal   | Thuis    | Uit      | Totaal   | Thuis  | Uit    | Totaal | Thuis    | Uit      | Totaal   | Thuis           | Uit             | Totaal          | Thuis            | Uit              | Totaal           | Thuis     | Uit       | Totaal    | Thuis        | Uit          | Totaal       | Thuis             | Uit               | Totaal            | Thuis        | Uit          | Totaal       |
| --------------------- | --------- | -------- | -------- | -------- | -------- | -------- | -------- | ------ | ------ | ------ | -------- | -------- | -------- | --------------- | --------------- | --------------- | ---------------- | ---------------- | ---------------- | --------- | --------- | --------- | ------------ | ------------ | ------------ | ----------------- | ----------------- | ----------------- | ------------ | ------------ | ------------ |
| KNVB Eredivisie       |           |          |          |          |          |          |          |        |        |        |          |          |          |                 |                 |                 |                  |                  |                  |           |           |           |              |              |              |                   |                   |                   |              |              |              |
| KNVB Beker            |           |          |          |          |          |          |          |        |        |        |          |          |          |                 |                 |                 |                  |                  |                  |           |           |           |              |              |              |                   |                   |                   |              |              |              |
| UEFA Champions League |           |          |          |          |          |          |          |        |        |        |          |          |          |                 |                 |                 |                  |                  |                  |           |           |           |              |              |              |                   |                   |                   |              |              |              |

## Transfers
Voor recente transfers bekijk: Lijst van Eredivisie transfers zomer 2019/20

Voor recente transfers bekijk: Lijst van Eredivisie transfers winter 2019/20

### Inkomende transfers
| Nat.                | Speler               | Positie                   | Vorige club        | Land       | Transferperiode | Transfersom              | Contract tot | Opmerkingen                            |
| ------------------- | -------------------- | ------------------------- | ------------------ | ---------- | --------------- | ------------------------ | ------------ | -------------------------------------- |
| /                   | Benjamin van Leer    | Doelman                   | NAC Breda          | Nederland  | Zomer           | Terug van verhuurperiode | 30 juni 2021 |                                        |
| Vlag van Nederland  | Kik Pierie           | Centrale verdediger       | sc Heerenveen      | Nederland  | Zomer           | € 5.000.000,-            | 30 juni 2024 |                                        |
| Vlag van Nederland  | Kjell Scherpen       | Doelman                   | FC Emmen           | Nederland  | Zomer           | n.n.b.                   | 30 juni 2023 |                                        |
| Vlag van Argentinië | Lisandro Martínez    | Verdediger                | Defensa y Justicia | Argentinië | Zomer           | € 7.000.000,-            | 30 juni 2023 |                                        |
| Vlag van Roemenië   | Răzvan Marin         | Centraal middenveld       | Standard Luik      | België     | Zomer           | € 12.500.000,-           | 30 juni 2024 |                                        |
| Vlag van Nederland  | Siem de Jong         | Aanvallend middenveld     | Sydney FC          | Australië  | Zomer           | Terug van verhuurperiode | 30 juni 2020 |                                        |
| Vlag van Nederland  | Quincy Promes        | Aanvaller                 | Sevilla FC         | Spanje     | Zomer           | € 15.700.000,-           | 30 juni 2024 | Bedrag kan oplopen tot € 17.200.000,-. |
| Vlag van Mexico     | Edson Álvarez        | Verdediger                | Club América       | Mexico     | Zomer           | € 15.000.000,-           | 30 juni 2024 |                                        |
| Vlag van Colombia   | Luis Manuel Orejuela | Rechtervleugel verdediger | Cruzeiro EC        | Brazilië   | Winter          | Terug van verhuurperiode | 30 juni 2022 | Verhuurd t/m 31 december 2019          |
| Vlag van Nederland  | Ryan Babel           | Aanvaller                 | Galatasaray SK     | Turkije    | Winter          | Gehuurd                  | 30 juni 2020 | Gehuurd t/m 30 juni 2020               |

### Uitgaande transfers
| Nat.                  | Speler                   | Positie             | Nieuwe club          | Land        | Transferperiode | Transfersom     | Contract tot |
| --------------------- | ------------------------ | ------------------- | -------------------- | ----------- | --------------- | --------------- | ------------ |
| Vlag van Nederland    | Frenkie de Jong          | Centraal middenveld | FC Barcelona         | Spanje      | Zomer           | € 75.000.000,-  | 2024         |
| Vlag van Oostenrijk   | Maximilian Wöber         | Verdediger          | Sevilla FC           | Spanje      | Zomer           | € 10.500.000,-  | 2023         |
| Vlag van Nederland    | Daley Sinkgraven         | Centraal middenveld | Bayer 04 Leverkusen  | Duitsland   | Zomer           | ± € 5.000.000,- | 2023         |
| Vlag van Tsjechië     | Václav Černý             | Aanvaller           | FC Utrecht           | Nederland   | Zomer           | € 750.000,-     | 2022         |
| Vlag van Griekenland  | Kostas Lamprou           | Doelman             | Vitesse              | Nederland   | Zomer           | Transfervrij    | 2020         |
| Vlag van Nederland    | Matthijs de Ligt         | Verdediger          | Juventus FC          | Italië      | Zomer           | € 75.000.000,-  | 2024         |
| Vlag van Denemarken   | Rasmus Nissen Kristensen | Verdediger          | FC Red Bull Salzburg | Oostenrijk  | Zomer           | ± € 5.000.000,- | 2024         |
| Vlag van Denemarken   | Lasse Schöne             | Middenvelder        | Genoa CFC            | Italië      | Zomer           | € 1.500.000,-   | 2021         |
| Vlag van Denemarken   | Kasper Dolberg           | Aanvaller           | OGC Nice             | Frankrijk   | Zomer           | € 20.500.000,-  | 2024         |
| Vlag van Nederland    | Dani de Wit              | Middenvelder        | AZ                   | Nederland   | Zomer           | € 2.000.000,-   | 2024         |
| Vlag van Colombia     | Mateo Cassierra          | Aanvaller           | Belenenses SAD       | Portugal    | Zomer           | n.n.b.          | 2022         |
| Vlag van Argentinië   | Lisandro Magallán        | Verdediger          | Deportivo Alavés     | Spanje      | Zomer           | Verhuurd        | 2020         |
| Vlag van Colombia     | Luis Manuel Orejuela     | Verdediger          | Cruzeiro EC          | Brazilië    | Winter          | € 1.500.000,-   | n.n.b.       |
| Vlag van Nederland    | Noa Lang                 | Aanvaller           | FC Twente            | Nederland   | Winter          | Verhuurd        | 2020         |
| Vlag van Burkina Faso | Boureima Hassane Bandé   | Aanvaller           | FC Thun              | Zwitserland | Winter          | Verhuurd        | 2021         |
| Vlag van Nederland    | Kaj Sierhuis             | Aanvaller           | Stade de Reims       | Frankrijk   | Winter          | € 4.000.000,-   | 2024         |

### Transfersommen
| transferbedragen van dit seizoen exclusief bonussen | transferbedragen van dit seizoen exclusief bonussen | transferbedragen van dit seizoen exclusief bonussen | transferbedragen van dit seizoen exclusief bonussen |
| Periode                                             | Totale transferinkomsten                            | Totale transferuitgave                              | Transferbalans                                      |
| --------------------------------------------------- | --------------------------------------------------- | --------------------------------------------------- | --------------------------------------------------- |
| Zomerperiode                                        | € 195.250.000,-                                     | € 55.200.000,-                                      | € 140.050.000,-                                     |
| Winterperiode                                       | € 5.500.000,-                                       | € 0,-                                               | € 1.500.000,-                                       |
| Gehele seizoen                                      | € 200.750.000,-                                     | € 55.200.000,-                                      | € 145.550.000,-                                     |
| Laatst bijgewerkt op: 4 februari 2020               |                                                     |                                                     |                                                     |